# Руденшёльд, Магдалена
Графиня Магдалена Руденшёльд (швед. Magdalena Rudenschöld, полное имя Magdalena Charlotta Rudenschöld; 1766—1823) — шведская придворная дама, фрейлина, художница.
Была ключевым участником заговора Густава Армфельта, считается первой заключённой женской тюрьмы Långholmens spinnhus.

## Биография
Родилась 1 января 1766 года в Стокгольме в семье тайного советника графа Карла Руденшёльда и его жены графини Кристины Софии Билке; внучка Кристина Пипер.
В 1784 году Магдалена стала фрейлиной принцессы Софии Альбертины, сестры Густава III, и описывалась современниками как красивая и умная женщина. При дворе её называли Malla или Malin. Ее расположения добивались брат короля герцог Карл XIII и дворянин Густав Армфельт, фаворит короля; Магдалена страстно влюбилась в Армфельта. В 1785 году Армфельт женился на Хедвиге Ульрике Делагарди, сделав Магдалену своей любовницей. Считается, что она тайно родила ему двоих детей, которые умерли вскоре после рождения.

### Участие в заговоре
В 1793 году Армфельт, проживавший в это время за границей, разработал планы свергнуть Густава Рейтерхольма, обладавшего большой властью в период регентства при наследном принце (после убийства Густава III). Густав Армфельт заставил Магдалену Руденшёльд действовать в качестве своего сообщника, и она стала его представителем в Швеции как центральная фигура заговорщиков. Армфельт также обещал жениться на Магдалене, когда вернется в Швецию после успешного переворота. Переписка Армфельта и Руденшёльд попала Рейтерхольму путём подкупа почтмейстера в Гамбурге, через который проходила вся почта в Швецию. Магдалена Руденшёльд была арестована одной из первых 18 декабря 1793 года.
22 сентября 1794 года Магдалена Руденшельд была осуждена и приговорена к смертной казни за измену, вместе с Армфельтом (отсутствовал, находясь за границей) и двумя другими сообщниками — Юханом Эренстрёмом и Юханом Аминоффом. Её наказание было заменено на позорный столб на площади Birger Jarls torg с последующим пожизненным заключением в тюрьме Långholmens spinnhus. Она была лишена своей фамилии и статуса дворянки.

### Последующая жизнь
Магдалена Руденшёльд была освобождена в ноябре 1796 года с первым правительственным документом, подписанным Густавом IV Адольфом, и была выслана в Готланд, где она получила ферму Stenstugu в качестве компенсации за потерю здоровья и пенсии. Она также вернула себе имя. Первые годы она не покидала остров, но затем она стала полностью свободной в передвижении. 
5 июня 1798 года у нее родился сын Эрик Экмансдорф Карлссон ( Eric Ekmansdorff Karlsson, 1798—1848), позднее ставший офицером и служивший в Лаппеенранте. По предложению и за счет Густава Армфельта, ответственного за её нелегкую судьбу, Магдалена переехала в 1801 году в Швейцарию; также по рекомендации Армфельта её сына отправили воспитываться в Санкт-Петербург. В 1813 году она вернулась в Швецию, где помогала в воспитании детей её брата Тура Габриэля Руденшёльда. В конце концов она переехала от брата в Стокгольм, где умерла 5 марта 1823 года.
Магдалена Руденшёльд была одной из героинь романа «Kärleks ljuva plåga : En roman om Magdalena Rudenschöld» (1974) писателя Пера-Мартина Хамберга.